# Mason Williams (baseball)
Pour le musicien, voir Mason Williams.
Mason Williams (né le 21 août 1991 à Pawtucket, Rhode Island, États-Unis) est un joueur de champ extérieur des Yankees de New York de la Ligue majeure de baseball.

## Carrière
Mason Williams est repêché au 4e tour de sélection par les Yankees de New York en 2010. Il renonce à rejoindre les Gamecocks de l'université de Caroline du Sud et accepte un contrat professionnel de près d'un million et demi de dollars offert par les Yankees.
Il fait ses débuts dans le baseball majeur avec les Yankees le 12 juin 2015 face aux Orioles de Baltimore et réussit son premier coup sûr : un coup de circuit aux dépens du lanceur Ubaldo Jiménez.